# Sony Interactive Entertainment
Sony Interactive Entertainment LLC (wcześniej jako Sony Computer Entertainment) – spółka zależna Sony założona 16 listopada 1993 roku w Tokio (Japonia). Sony Interactive Entertainment zajmuje się rozwojem, produkcją oraz sprzedażą sprzętu i oprogramowania dla serii konsoli PlayStation. Przedsiębiorstwo jest także wydawcą i producentem gier na swoje konsole.
SIE składa się z kilku mniejszych przedsiębiorstw zajmujących się głównymi rynkami zbytu: Ameryką, Europą, Oceanią i Azją.